# Alain le Noir
Pour les articles homonymes, voir Alain le Noir (mort en 1098).
Alain de Penthièvre, surnommé Alain Le Noir (en latin : Alan Niger) (vers 1100 – 15 septembre 1146), seigneur de l'Honneur de Richmond (souvent désigné comme comte de Richmond) (1135/1138-1146) et comte de Cornouailles (1140-1141) en Angleterre, seigneur du Tréguier (ou de Guingamp) en Bretagne, fut un important baron anglo-breton du règne d'Étienne d'Angleterre (1135-1154).

## Biographie

### Parenté et début de carrière
Il est le fils cadet d'Étienne († 1135/1136 ou 1138), comte de Penthièvre et d'Havoise de Guingamp. 
À la mort de son père, il hérite de ses terres anglaises (héritage  des frères de son père), tandis que le patrimoine familial, le comté de Penthièvre (avec le comté de Trégor et les seigneuries de Goëlo et d'Avaugoir), est partagé en deux parties égales entre l'aîné Geoffroy II de Penthièvre et le cadet Henri (ce partage avait probablement été convenu depuis longtemps, car Alain agît comme lord de Richmond dès 1123).
Il épouse en 1137  Berthe de Bretagne, fille et héritière du duc Conan III de Bretagne et de Mathilde de Normandie (connue également sous le nom : Mathilde FitzRoy), fille d'Henri Ier Beauclerc. 

### En Angleterre
Alain le Noir est le quatrième seigneur de l'Honneur de Richmond. Il est souvent désigné « comte de Richmond » (Earl of Richmond), bien qu'il n'existe aucune preuve de sa création ainsi,.
Dans la guerre civile pour la couronne d'Angleterre, il est au service du roi Étienne d'Angleterre contre Mathilde l'Emperesse. Vers 1140, il entre en conflit avec son voisin Guillaume le Gros, le comte d'York, entre autres pour le contrôle des possessions de Gilbert de Gand, son cousin germain, durant sa minorité.
Toujours en 1140, le roi l'envoie en Cornouailles mener une contre-offensive contre Réginald de Dunstanville, le comte de Cornouailles. Ce dernier mène une campagne contre les barons locaux hostiles à sa demi-sœur Mathilde l'Emperesse. Alain y trouve un certain soutien. Il parvient à isoler son adversaire, qui ne contrôle plus qu'un territoire limité à un seul château (probablement celui de Launceston). Alain réussit à maintenir sa position de comte de Cornouailles et tient même une cour de justice à Bodmin. 
En 1140, après la reprise par le roi de la ville et du château de Lincoln au comte de Chester Ranulph de Gernon, une bataille d'envergure se prépare. Le roi ordonne des attaques contre les autres châteaux de Ranulph dans la région. Alain le Noir s'empare de Galclint (identifié généralement comme le château de Belvoir), que le comte a acquis récemment en expulsant Guillaume d'Aubigné, le seigneur de Belvoir.Il prend aussi les châteaux d'Howden et Ripon où il met en garnison des troupes loyales au roi. Il rejoint ensuite le roi à Lincoln, avec des troupes venant du Yorkshire, qu'il a mobilisées avec l'aide de Guillaume le Gros, le comte de York.
Le 2 février 1141, il est dans l'armée royale lors de la bataille de Lincoln durant laquelle le roi est capturé. D'après Jean de Hexham, il s'enfuit avant même que la bataille n'ait débuté. Il existe deux versions différentes de ce qu'il fait quelques jours après la bataille. Pour la Gesta Stephani, il essaie de capturer le comte de Chester dans une embuscade, mais c'est lui qui se fait capturer et emprisonner. Il doit alors rendre la forteresse de Galclint (Belvoir) et faire serment d'allégeance à Ranulph de Gernon. Pour Jean de Hexham, le comte de Chester le capture par tricherie en se présentant devant Galclint et en lui demandant de venir parlementer.
Ces événements permettent à Réginald de Dunstanville de reprendre le contrôle du comté de Cornouailles.
Son conflit avec le comte d'York reprend en 1142, et Étienne doit venir dans le Yorkshire pour empêcher une guerre ouverte entre les deux barons, tous deux ses alliés. En 1143, il assiste Guillaume Cumin, usurpateur du diocèse de Durham, dans la défense de Durham contre les forces de l'évêque légitime Guillaume de Sainte-Barbe.
Il n'a pas une réputation d'ami de l'Église, bien qu'il semble avoir changé sur la fin de sa carrière. Pour H. A. Cronne, ses suivants jouent un rôle important dans l'arrestation de l'évêque Roger de Salisbury et de ses neveux en 1139. Vers la fin de l'année 1140, il est impliqué dans la destruction de propriétés ecclésiastiques appartement à l'archevêché d'York. En 1144, il abime l'église de Rippon.
Toujours en 1143, il est en conflit avec le comte d'York et Ranulph de Gernon pour la garde des domaines de Adam (II) de Brus durant sa minorité.

### En Bretagne
En Bretagne, il semble qu'Alain se soit emparé de la seigneurie indépendante du Tréguier (ou de Guingamp) appartenant à l'origine à son frère Henri. Celle-ci était issue du partage en deux parties égales du comté de Penthièvre effectué par leur père Étienne. La partie principale était connue comme la seigneurie de Penthièvre (ou Lamballe). Henri semble avoir été convaincu de lui abandonner et de ne pas se marier. Notamment, en 1145, c'est Alain qui confirme une donation faite par leur père à l'abbaye de Guingamp, ce qui confirme qu'il est le suzerain de ce domaine. C'est également dans ce contexte qu'il avait fondé pour les cisterciens le 25 juin 1142 l'abbaye Notre-Dame de Coatmalouen, « fille » de l'abbaye de Bégard.
Dans une étude récente Stéphane Morin estime que l'exclusion du pourvoir d'Hoël III de Bretagne « désavoué » par son père Conan III de Bretagne pour cause d'une pseudo illégitimité relevée par Pierre Le Baud mais ignorée par les chroniqueurs contemporains comme Robert de Thorigny est une conséquence de l'ambition d'Alain le Noir descendant en ligne masculine directe du duc de Bretagne Geoffroi Ier de la maison de Rennes par son fils Éon Ier de Penthièvre, de rétablir sa lignée après son union avec Berthe de Bretagne, fille du duc Conan III de Bretagne, en mettant ainsi fin à l'« usurpation » de la maison de Cornouaille.

### Fin de vie
Quand il meurt en 1146, son fils Conan est mineur. Son droit à l'honneur de Richmond n'est reconnu qu'en 1153-1154. Il meurt en Bretagne et est inhumé à l'abbaye de Bégard.

### Famille et descendance
Marié le 6 décembre 1138 à Berthe de Bretagne, future duchesse de Bretagne, ils eurent trois enfants :
- Conan IV le Petit († 1171), duc de Bretagne ;
- Constance de Penthièvre († après 1184), épouse du vicomte Alain III de Rohan ;
- Enoguen de Penthièvre († 1187), 3e abbesse de l'Abbaye Notre-Dame du Nid-au-Merle en 1171.

En 1148, sa veuve se remaria avec Eudon de Porhoët, vicomte de Porhoët.

### Sources
- Descendants des comtes de Penthièvre sur Medieval Lands.